# Американське акустичне товариство
Америка́нське акусти́чне товари́ство (англ. Acoustical Society of America, ASA) — некомерційне наукове товариство, що входить до складу Американського інституту фізики. Засноване у 1929 році. Місією товариства є збільшення та поширення знань в галузі акустики та її прикладних напрямів
Станом на 2010 рік товариство мало близько 7000 членів.

## Історична довідка
Ідея створення товариства виникла у Воллеса Вотерфола (англ. Wallace Waterfall), Флойда Вотсона і Верна Кнудсена у 1928 році й була розглянута та схвалена 27 грудня 1928 на зустрічі близько 40 інженерів та науковців-акустиків. Було обрано тимчасових посадових осіб: Гарві Флетчера президентом, Верна Кнудсена віце-президентом, Воллеса Вотерфолла секретарем і Чарлза Стоддарда (1876–1958) скарбником. В результаті вже 10—11 травня 1929 року було офіційно зареєстровано організацію під назвою «Acoustical Society of America» (Американське акустичне товариство) до якого увійшло порядку 450 осіб.
У 1931 році товариство виступило співзасновником Американського інституті фізики, до якого на даний час входить ще 9 наукових товариств США.
Чисельність товариства з часу створення безперервно зростала і до кінця XX століття перевищила 7000 членів. Кожного року, за виключенням періоду 1942—1945, проводяться дві зустрічі товариства, на яких робляться доповіді про останні результати досліджень в галузі акустики.

## Видавнича діяльність
Товариство веде видавничу діяльність, зокрема з 1929 року видає науковий журнал «The Journal of the Acoustical Society of America» (J. Acoust. Soc. Am.), присвячений акустиці. Напочатках він виходив раз на квартал, з 1947 року став видаватись раз на два місяці, а з 1957 — щомісячно. У 2005 році усі випуски журналу були опубліковані онлайн. У 2021 році журнал мав імпакт-фактор 2,482.
Окрім наукового журналу товариство видає журнал «Acoustics Today», а також газету «Echoes», книги, буклети тощо. Крім того, у безплатному онлайн-доступі публікуються праці, представлені на зустрічах і конференціях, організованих товариством.

## Наукові нагороди
Американське акустичне товариство присуджує низку наукових медалей і премій за досягнення в галузі акустики:
- Золота медаль[en] (англ. Gold Medal) — найпочесніша нагорода, вручається з 1961 року щорічно (до 1981 року — раз на два роки) навесні члену товариства за внесок у розвиток акустики.
- Почесний член Американського акустичного товариства (англ. Honorary Fellows) — звання, що дається за виключний внесок в акустику, може присуджуватись у тому числі науковцям, що не є членами товариства.
- Премія Роберта Брюса Ліндсі (англ. R. Bruce Lindsay Award) — вручається щорічно (до 1986 року — раз на два роки) з 1942 року члену товариства, що мав на 1 січня поточного року вік до 35 років і зробив значний внесок у розвиток товариства шляхом публикації праць у його журналах або проведення теоретичних чи прикладних досліджень.
- Нагороди в галузі техніки:
  - Медаль Волліса Клемента Себіна[en] (англ. Wallace Clement Sabine Medal) — вручається з 1957 року за досягнення в галузі архітектурної акустики
  - Медаль піонерів підводної акустики[en] (англ. Pioneers of Underwater Acoustics Medal — вручається з 1959 року за досягнення в галузі підводної акустики[en]
  - Медаль Тренте — Креде (англ. Trent-Crede Medal) — вручається з 1969 року за досягнення в галузі досліджень механічних коливань і ударних хвиль
  - Медаль фон Бекеші (англ. von Békésy Medal) — вручається з 1969 року за внесок в галузі психологічної та фізіологічної акустики
  - Срібна медаль[en] (англ. ASA Silver Medal) — вручається з 1974 за внесок у різні розділи акустики
  - Міждисциплінарна срібна медаль Гельмгольца — Релея (англ. Helmholtz-Rayleigh Interdisciplinary Silver Medal) вручається з 1995 року за міждисциплінарний внесок в акустику.
- Медаль А. Б. Вуда[en] (англ. A. B. Wood Medal) — вручається з 1970 року поперемінно з британським Інститутом акустики громадянам США, Канади або Великої Британії, віком до 40 років, за внесок у розвиток акустики.

Товариство також надає підтримку студентам, молодим науковцям, представникам національних меншин через призначення стипендій і спеціальних премій.